# Associação Desportiva de Ponte da Barca
A Associação Desportiva de Ponte da Barca é um clube de futebol português localizado na vila de Ponte da Barca, distrito de Viana do Castelo. O clube foi fundado no dia 1 de Março de 1966 e o seu atual presidente é João David Araújo. A equipa disputa os seus jogos em casa no Estádio Municipal de Ponte da Barca, que conta com uma lotação máxima aproximada de 1500 espetadores. 
A última vez que a ADPB se sagrou campeão distrital e conquistou a Supertaça foi na temporada 2015-16, ascendendo assim ao campeonato nacional.
A Associação Desportiva de Ponte da Barca conta com cerca de 10 títulos no seu palmarés da equipa Sénior, 4 títulos da AF Viana do Castelo 1ª Divisão, 5 da AF Viana do Castelo Divisão de Honra e 1 AF Viana do Castelo Supertaça, sendo assim um dos clubes com mais títulos do distrito. É o segundo clube, empatado com a AD Limianos, com mais campeonatos de Viana do Castelo.
O Estádio Municipal de Ponte da Barca é tido como uma das deslocações mais complicadas da zona do Alto-Minho, devido ao apoio incansável dos seus fervorosos adeptos a par da sua claque, Inferno Vermelho.